# 新竹地锦
新竹地锦（学名：Euphorbia hsinchuensis）为大戟科大戟属的植物，为台灣的特有植物。分布于台灣，多生于沿海沙滩以及河边，目前已由人工引种栽培。